# Servo (software)
Servo è un motore di rendering sperimentale sviluppato per sfruttare le proprietà di sicurezza della memoria e le caratteristiche di concorrenza del linguaggio di programmazione Rust. Il progetto è stato avviato da Mozilla Research con l'impegno di Samsung di portarlo sul sistema operativo Android e su processori ARM. Il prototipo cerca di creare un ambiente altamente parallelo, in cui molti componenti (come il rendering, il layout, l'analisi dell'HTML, la decodifica dell'immagine, ecc.) sono gestiti da attività ben definite e isolate.
Due componenti significativi utilizzati da Servo sono basati su codice C++ preesistente di Mozilla. SpiderMonkey fornisce il supporto JavaScript e la libreria grafica 2D Azure viene utilizzata per interfacciarsi con OpenGL e Direct3D. 
Servo prende il nome da Tom Servo, un robot del programma televisivo Mystery Science Theatre 3000.
Lo sviluppo su Servo è ancora in una fase iniziale; tuttavia, può già visualizzare Wikipedia e GitHub e passa con successo il test Acid2. Presenta innovazioni come un algoritmo di layout parallelo e il suo parser CSS3 e HTML5 implementato in Rust. 
Servo sfrutta l'accelerazione GPU per rendere le pagine Web più veloci e agevoli. Servo è significativamente più veloce, in determinati benchmark, rispetto a Gecko, l'altro motore di rendering e layout di Mozilla, a partire da novembre 2014. 

## Storia
Lo sviluppo di Servo è iniziato nel 2012. Il primo commit dell'8 febbraio 2012 non conteneva alcun codice sorgente. Il primo commit di codice rudimentale si è verificato il 27 marzo 2012. 
Il 3 aprile 2013 Mozilla ha annunciato la collaborazione con Samsung su Servo. 
A partire dal 30 giugno 2016, è disponibile per il download una versione di anteprima contrassegnata come 0.0.1 ed è disponibile per macOS e Linux.
A partire dal 13 aprile 2017, le build sono ora disponibili anche per Windows. 

## Progetto servo
Il progetto Servo è ufficialmente un progetto di ricerca. L'obiettivo è creare un nuovo motore di layout utilizzando un linguaggio di programmazione moderno (Rust) e utilizzando il parallelismo e la sicurezza del codice, per ottenere una maggiore sicurezza e prestazioni rispetto ai browser contemporanei.
Usando Browser.HTML come interfaccia grafica, Servo può fungere da browser autonomo. Questa configurazione del browser era originariamente intesa come progetto di ricerca e proof-of-concept. 

## Relazione con Firefox
Gli sviluppatori di Servo pianificano di unire parti di Servo in Gecko, prestando così i progressi del progetto Servo a Firefox.

## Chromium Embedded Framework
Servo intende riorganizzare l'API di Chromium Embedded Framework (CEF). Ciò consentirebbe a Servo di essere utilizzato come sostituto drop-in per Chromium nelle applicazioni che utilizzano CEF e posiziona Servo come concorrente di Chromium in questi casi.

## Struttura del progetto
Il progetto Servo è sponsorizzato e gestito da Mozilla, con diversi dipendenti Mozilla che contribuiscono con la maggior parte del codice al progetto. Come progetto open source e gratuito, è aperto a contributi di chiunque. Il servo, inclusi tutti i contributi della comunità, è concesso con la licenza pubblica Mozilla versione 2.0.
A partire dal 2020, come conseguenza di cambi di gestione da parte di Mozilla Foundation e a seguito di ridimensionamenti economici, la gestione del motore Servo è stata affidata a The Linux Foundation, organizzazione promotrice di software Open Source.